# Дор
Дор (грец. Δώρος, Dorus) — один із синів Елліна, засновник дорійської нації.
Один з синів Дора, Тектам, очолив переселення еолійців та пеласгів на Крит.